# Saint-Éloi-de-Fourques
Saint-Éloi-de-Fourques är en kommun i departementet Eure i regionen Normandie i norra Frankrike. Kommunen ligger i kantonen Brionne som tillhör arrondissementet Bernay. År 2022 hade Saint-Éloi-de-Fourques 548 invånare.

## Befolkningsutveckling
Antalet invånare i kommunen Saint-Éloi-de-Fourques
Referens:INSEE